# 国際防災デー

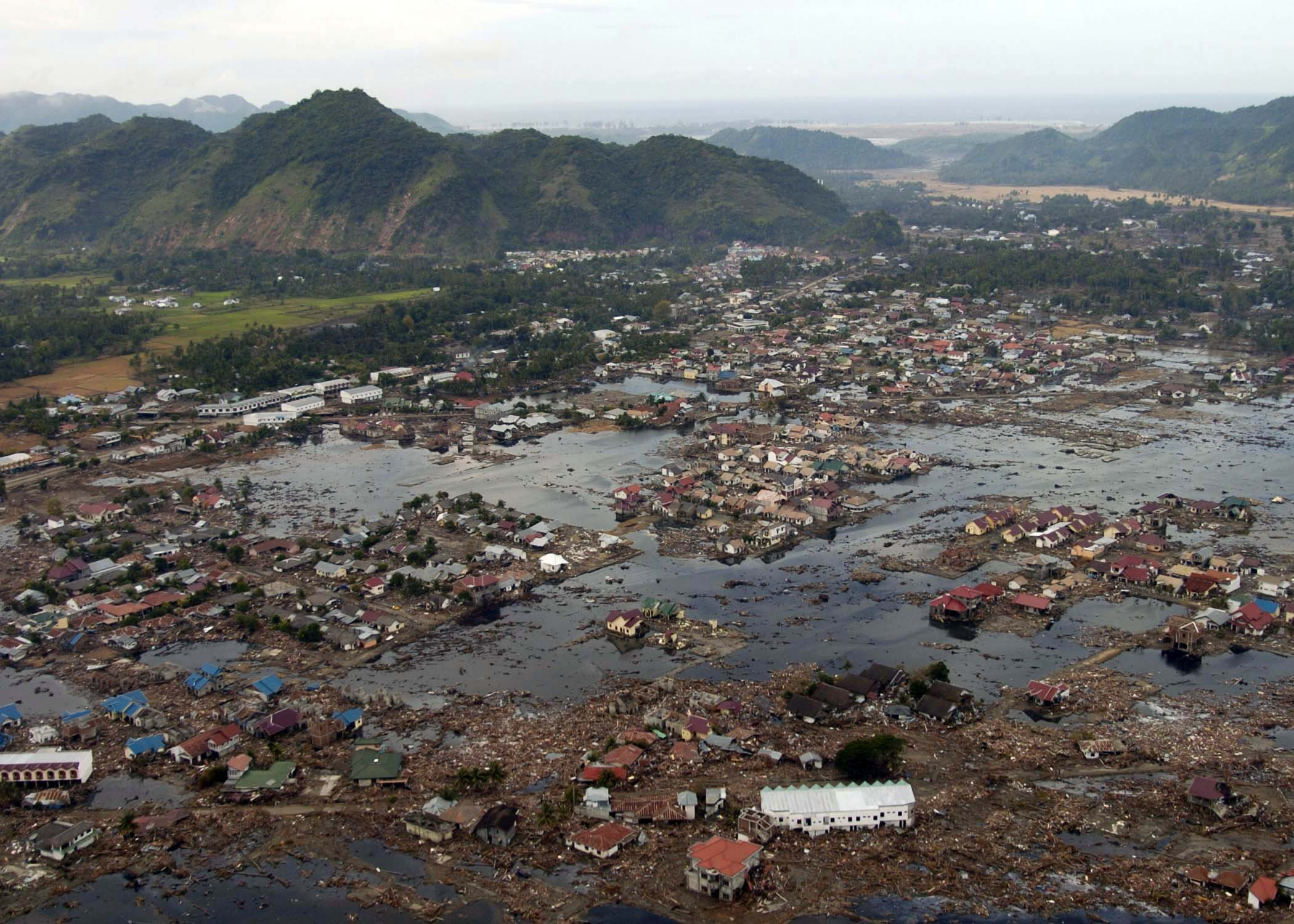
スマトラ島沖地震 (2004年)の津波で破壊されたスマトラ島西部の街

国際防災デー（こくさいぼうさいデー）は、自然災害の軽減を目的とした国際デーである。1989年より毎年10月の第2水曜日に定められている。2009年の国連総会で10月13日と変更された。

## 目的
国際防災デーは、国際的な協調を通じて一致した行動を取ることで地震、風水害、土砂崩れ、火山噴火、森林火災、虫害、干ばつ、砂漠化その他の自然災害の被害から人命や財産、社会的秩序を守ることをアピールする日である。

## 成立
国際防災デーは1989年12月の第44回国際連合経済社会理事会の決議により設けられた。国連防災の10年の宣言とともに、10月13日を国際防災デーに制定した。その後、1987年-1989年の国連総会開会中に、関係する細目を議決するとともに、毎年10月の第3水曜日に改めた。

## 防災の10年
1990年-1999年を国連防災の10年とし、減災の活動を展開して、2000年は災害が減少して10年のイベントを終わった。国連総会は1999年11月にこの活動をさらに10年間行うことを決議した。

## テーマ
毎年国際的な減災のためのテーマを定めている。
| 年     | 主題                                                                                 |
| ------ | ------------------------------------------------------------------------------------ |
| 1991年 | 減災・発展・環境                                                                     |
| 1992年 | 自然災害の軽減と持続的発展                                                           |
| 1993年 | 自然災害の軽減                                                                       |
| 1994年 | 安全な21世紀のための災害を受けやすい地域の確定                                       |
| 1995年 | 女性や子どもたちを守る                                                               |
| 1996年 | 都市化と災害                                                                         |
| 1997年 | 水：多すぎても、少なすぎても災害をもたらす                                           |
| 1998年 | 防災とメディア                                                                       |
| 1999年 | 減災による利益－科学技術により生命・財産を守る                                       |
| 2000年 | 防災、教育と青年－特に森林火災への関心                                               |
| 2001年 | 災害を防ぎ、損失を減らす                                                             |
| 2002年 | 山岳地帯の防災と持続的発展                                                           |
| 2003年 | 災害との共存－災害があっても持続的に発展するために                                   |
| 2004年 | 経験に学び、防災を未来へ生かす                                                       |
| 2005年 | 少額融資と安全な手段を用いて、災害とたたかう                                         |
| 2006年 | 災害から学校を守る                                                                   |
| 2007年 | 災害から学校を守る                                                                   |
| 2008年 | 災害のリスクを減らして、病院の安全を守る                                             |
| 2009年 | 災害のリスクを減らして、病院の安全を守る－退きますか？守りますか？人々の命を救います |